# Egyptens tolfte dynasti
Egyptens tolfte dynasti varade omkring 1991–1783 f.Kr. Dynastin räknas till det Mellersta riket i det forntida Egypten. De mest välkända av den tolfte dynastins faraoner var Senusret III som delade en lång samregeringstid med sin son Amenemhet III. Den tolfte dynastin var en av det forntida Egyptens absoluta höjdpunkter.
Under denna dynasti flyttades rikets centrum tillbaka till Memfis och Fayoum och pyramidbyggandet återupptogs. Nya städer växte upp vid pyramidbyggena, Ity-tawy (El-Lisht?) och Ha-Senusret-Hotep (El-Lahun) och stadslivet fick ny betydelse för samhället. Thebe behöll dock sin religiösa ställning från föregående dynasti med guden Amon som riksgud. Under den tolfte dynastin skrevs Sinuhes berättelse, en ”roman” med politiska förtecken.
| Födelsenamn   | Tronnamn    | Regeringstid    |
| ------------- | ----------- | --------------- |
| Amenemhet I   | Sehetepibra | 1991–1962 f.Kr. |
| Senusret I    | Kheperkara  | 1971–1926 f.Kr. |
| Amenemhet II  | Nubkaura    | 1929–1892 f.Kr. |
| Senusret II   | Khakheperra | 1897–1878 f.Kr. |
| Senusret III  | Khakaura    | 1878–1841 f.Kr. |
| Amenemhet III | Niimaatra   | 1844–1797 f.Kr. |
| Amenemhet IV  | Maakherura  | 1799–1787 f.Kr. |
| Sobekneferu   | Sobekkara   | 1787–1783 f.Kr. |